# 24/7 (servicio)

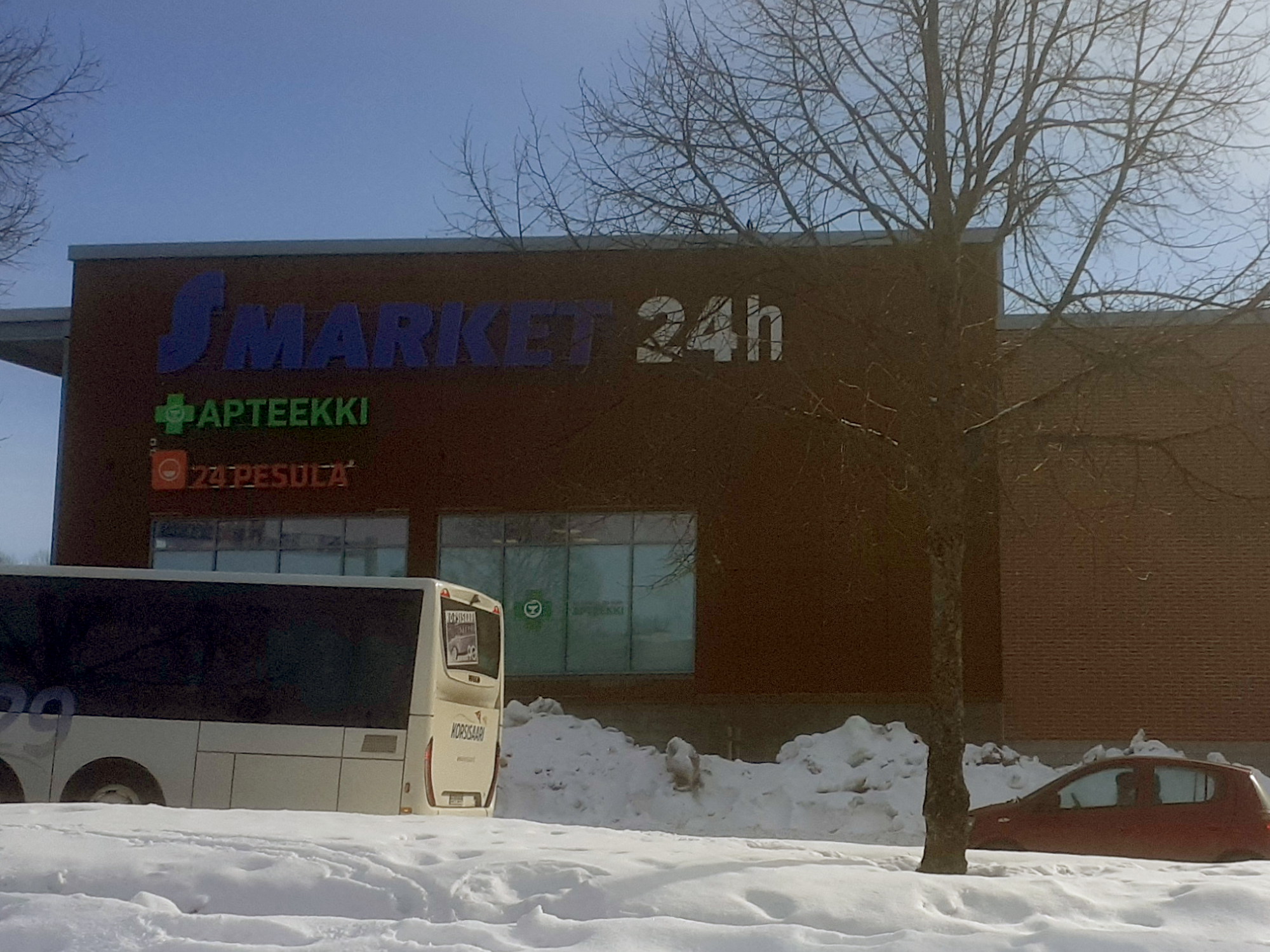
Supermercado S-Market 24/7 en Klaukkala (Finlandia).

24/7 o 24x7 es un numerónimo o abreviatura que significa «24 horas al día, 7 días a la semana», refiriéndose normalmente a los negocios o servicios que están disponibles durante todo el tiempo sin interrupción. El primer uso del término "24/7" fue probablemente en una popular canción de 1989, del mismo nombre y época, de Dino Esposito. Otro de los primeros usos conocidos del término es atribuido a Raymond Sandoval quien usó 24/7 durante una presentación de negocios. Raymond declaró "necesitamos estar disponibles 24/7 para nuestros clientes, esto es 24 horas por día, 7 días a la semana". 
 En el Reino Unido se le suele llamar round-the-clock service («servicio las veinticuatro horas»), con o sin los guiones.

## BDSM
Dentro de la cultura BDSM, la expresión 24/7 se usa para indicar una relación Amo(a)/esclavo(a) de larga duración y donde la pareja extiende la escenificación de su vivencia hasta la totalidad del tiempo disponible, es decir, como si vivieran permanentemente (24 horas al día, siete días a la semana) en la situación escenificada.